# Newport Beach
Newport Beach é uma cidade localizada no estado americano da Califórnia, no Condado de Orange. Foi incorporada em 1 de setembro de 1906.
Tornou-se conhecida devido à série americana The O.C., onde a ação decorria precisamente na cidade em questão.

## Geografia
De acordo com o United States Census Bureau, a cidade tem uma área de 137,2 km², onde 61,6 km² estão cobertos por terra e 75,5 km² por água.
Encontra-se a dez milhas a sul de Santa Ana e faz fronteira no oeste com a Huntington Beach e com o Rio de Santa Ana, a norte com a Costa Mesa, o Aeroporto John Wayne e com Irvine, e do lado este com o Crystal Cove State Park.

### Porto de Newport e Newport Bay

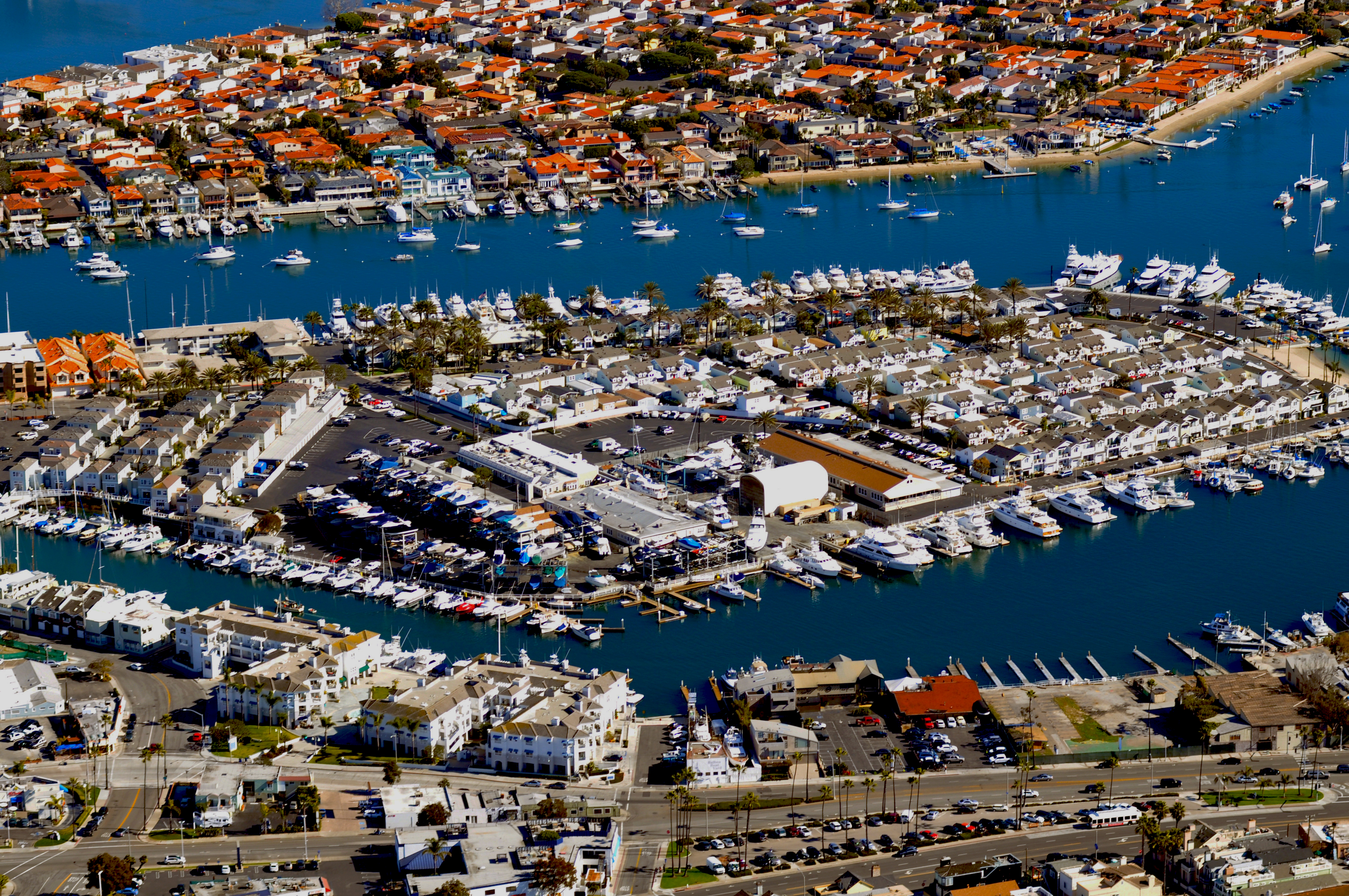
Península de Lido.

O Porto de Newport é um porto semi-artificial que foi formado pela dragagem do estuário de Newport Bay durante o início do século XX. Várias ilhas artificiais foram construídas, que agora são cobertas com casas particulares: Ilha de Newport, Ilha Balboa, Ilha Little Balboa, Ilha Collins, Ilha Bay, Ilha Harbour, Lido Isle e Linda Isle 
O Porto de Newport já apoiou indústrias marítimas, como a construção naval, a construção naval e a pesca comercial, mas hoje é usado principalmente para recreação. Suas margens são ocupadas principalmente por casas particulares e docas privadas. Com aproximadamente 9.000 barcos, Newport Harbor é um dos maiores portos de barcos de recreio na costa oeste dos EUA . É um destino popular para todas as atividades de navegação, incluindo vela, pesca, remo, canoagem, caiaque e paddleboarding.
Atualmente, as operações marítimas comerciais incluem a balsa Catalina Flyer para a Ilha de Santa Catalina, passeios pelo porto, pesca esportiva e passeios e charters para observação de baleias e alguns pequenos barcos de pesca comercial.

### Localidades na vizinhança
O diagrama seguinte representa as localidades num raio de 50 km ao redor de Newport Beach.

## Demografia
Segundo o censo nacional de 2010, a sua população é de 85 186 habitantes e sua densidade populacional é de 1 381,95 hab/km². Possui 44 193 residências, que resulta em uma densidade de 716,93 residências/km².

## Atrações
As atracções incluem praias na península (onde se encontra o hot-spot de The Wedge) e no Corona Del Mar. O Crystal Cove State Park encontra-se na extremidade sul da costa.
O Catalina Flyer, um gigante com capacidade para 500 passageiros e que fornece transporte diário da península de Balboa na praia de Newport para Avalon, localizado na ilha de Santa Catalina. O historic Pavilhão da Balboa, estabelecido em 1906, é o marco mais famoso da cidade de Newport.
A zona do divertimento de Balboa, localizada na península de Balboa, é caracterizada pelo seus eléctricos, um Merry-Go-Round histórico, bem como por lojas e restaurantes de qualidade.